# داريوس دودكا

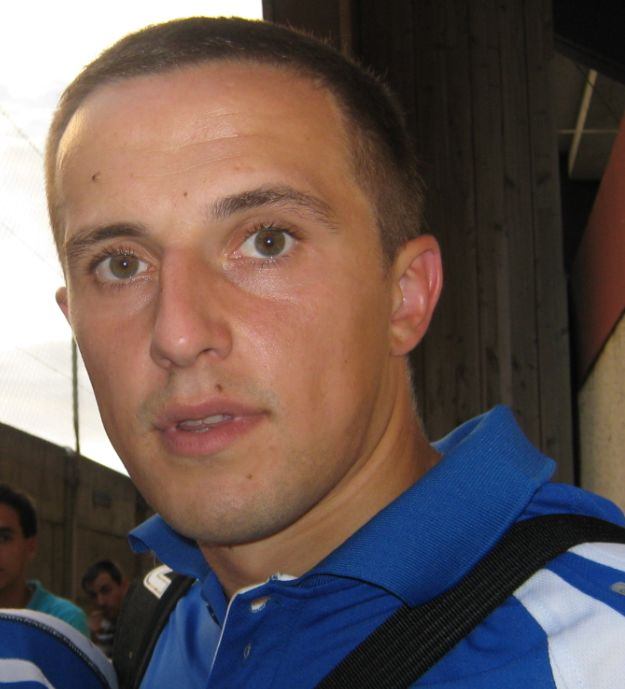
داريوس دودكا

داريوس دودكا ، (Dariusz Dudka) من مواليد 9 ديسمبر 1983 في كوستريزن ناد أودرا في بولندا ، لاعب كرة قدم بولندي.
يلعب مع نادي فيسلا كراكوف منذ عام 2005.
بدأ باللعب مع منتخب بولندا لكرة القدم في عام 2004.

## روابط خارجية
- داريوس دودكا على موقع الاتحاد الدولي (مؤرشف)  (الإنجليزية)
- داريوس دودكا على موقع الاتحاد الأوربي (الإنجليزية)
- داريوس دودكا على موقع قاعدة بيانات كرة القدم.إي يو (الإنجليزية)
- داريوس دودكا على موقع ليكيب (الفرنسية)
- داريوس دودكا على موقع ناشيونال فوتبول تيمز (الإنجليزية)
- داريوس دودكا على موقع Soccerbase.com (لاعب) (الإنجليزية)
- داريوس دودكا على موقع Soccerway.com (الإنجليزية)
- داريوس دودكا على موقع عالم كرة القدم.نت (الإنجليزية)
- داريوس دودكا على موقع AS.com (الإسبانية)